# Mimonectes stephenseni
Mimonectes stephenseni is een vlokreeftensoort uit de familie van de Mimonectidae. De wetenschappelijke naam van de soort is voor het eerst geldig gepubliceerd in 1929 door Pirlot.